# Speleobregma lanzaroteum
Speleobregma lanzaroteum är en ringmaskart som beskrevs av Rodney Duane Bertelsen 1986. Speleobregma lanzaroteum ingår i släktet Speleobregma och familjen Scalibregmatidae. Inga underarter finns listade i Catalogue of Life.